# (37300) 2001 CW32
2001 CW32 (asteroide 37300) é um asteroide troiano de Júpiter. Possui uma excentricidade de 0.04004500 e uma inclinação de 21.54002º.
Este asteroide foi descoberto no dia 13 de fevereiro de 2001 por LINEAR em Socorro.